# Teodoro Valdés Sánchez
Teodoro Valdés Sánchez (Pedrún de Torío, León, España, 24 de septiembre de 1943) es un exárbitro de fútbol español de la Primera División de España. Pertenecía al Comité de Árbitros de Castilla y León. Es el padre del también árbitro Jorge Valdés Aller. 
Debutó en Primera División el 4 de septiembre de 1982 en el partido disputado en el Estadio de Atocha de San Sebastián que enfrentó a la Real Sociedad con la UD Las Palmas y que terminó con el resultado de empate a uno. Su último partido arbitrado en la máxima categoría del fútbol español fue el 2 de junio de 1991 en el partido disputado en el Estadio San Mamés de Bilbao que enfrentó al Athletic Club con el Real Betis y que terminó con el resultado de cuatro a cero a favor de los vizcaínos.
En los 94 partidos que dirigió en la Primera División, mostró 12 tarjetas rojas y 287 tarjetas amarillas. 45 fueron victorias locales, 28 empates y 21 victorias visitantes. Al equipo que más veces arbitró fue al FC Barcelona en 17 ocasiones (con 5 victorias culés, 8 empates y 4 derrotas). Los equipos que más veces ganaron en sus encuentros fueron el Real Madrid (8 partidos de 15), el Atlético de Madrid (8 partidos de 15) y el Cádiz CF (8 partidos de 11). El equipo que más veces perdió fue el RC Celta, que perdió en 8 de los 13 partidos que dirigió el árbitro leonés.

## Temporadas
| Categoría        | País   | Año       | Partidos |
| ---------------- | ------ | --------- | -------- |
| Segunda División | España | 1977-1982 | 16       |
| Primera División | España | 1982-1991 | 94       |